# Dobrá Voda (zamek)

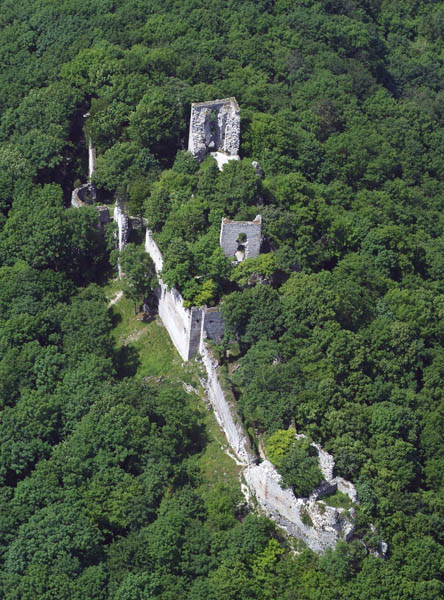
Widok z lotu ptaka

Dobrá Voda (słow. Dobrá Voda, dawniej węg. Jókő) – ruiny gotyckiego zamku leżące w środkowej części Małych Karpat nad wsią Dobrá Voda w powiecie Trnawa w Kraju trnawskim. Leżą na wysokości 320 m n.p.m. i zajmuje powierzchnię 8467 m². Znajdują się w granicach rezerwatu przyrody Slopy na terenie Obszaru Chronionego Krajobrazu Małe Karpaty.
Nazwę zamku wywodzi się od licznych źródeł wody (wywierzysk) w jego okolicy. W pisemnych wzmiankach pojawia się pod nazwami: Bona Aqua, Dobrawoda albo w różnych językach jako Dobrý Kameň: Jókö (węgierski), Jokw (łacina), Guttenstein, Gutstein (niemiecki).

## Historia
Zamek wybudowano na miejscu starszej twierdzy w pierwszej ćwierci XIII wieku w pagórkowatym terenie, na skalnym występie przy jednej z dróg, przechodzących przez grzbiet Małych Karpat. Pierwsza pisemna wzmianka o zamku pochodzi z 1263 r.
Jego położenie w pobliżu Czeskiej Drogi przeznaczyło go do funkcji zamku strażniczego. W najstarszych czasach zamek tworzyła wydłużona budowla z pałacem, który miał przy obydwu węższych bokach czworoboczne wieże; do pałacu od strony południowo-wschodniej przylegało dalsze skrzydło, zakończone kaplicą.
Zamek, pierwotnie własność królewska, w końcu XIV wieku wszedł w skład majątków Ścibora ze Ściborzyc, a następnie jego syna Ścibora Ściborowica. Po śmierci tego drugiego, od 1436 r. był już własnością rodu Országhów.
Pod koniec XVI wieku właściciele zabezpieczyli zamek, budując przedbramie i przebudowali też dziedziniec, który uzupełnili kilkoma basztami w murze zamkowym. Zamek zyskał na możliwościach obrony, ponieważ droga na zamek górny prowadziła serpentynami, a dolny zamek zabezpieczali obrońcy z wyższych partii.
Podczas powstania Rakoczego, które wybuchło w 1703 r., zamek został znacznie uszkodzony. Po następnej naprawie w 1762 spłonął i zostało na nim tylko więzienie dla poddanych. Z początkiem XIX w. zaczął popadać w ruinę.

## Opis
Zamek jest dzisiaj w stanie ruiny. Zachowała się część murów obronnych oraz fragmenty innych budowli: pałacu i kaplicy zamkowej. Do procesu niszczenia przyczynia się też mnóstwo samosiejek, które porastają cały obiekt.